# Diabrotica lundi
Diabrotica lundi is een keversoort uit de familie bladkevers (Chrysomelidae). De wetenschappelijke naam van de soort werd in 1967 gepubliceerd door Smith & Lawrence.